# Sporobolus bogotensis
Sporobolus bogotensis là một loài thực vật có hoa trong họ Hòa thảo. Loài này được Swallen & Garc.-Barr. miêu tả khoa học đầu tiên năm 1943.